# Qedushah

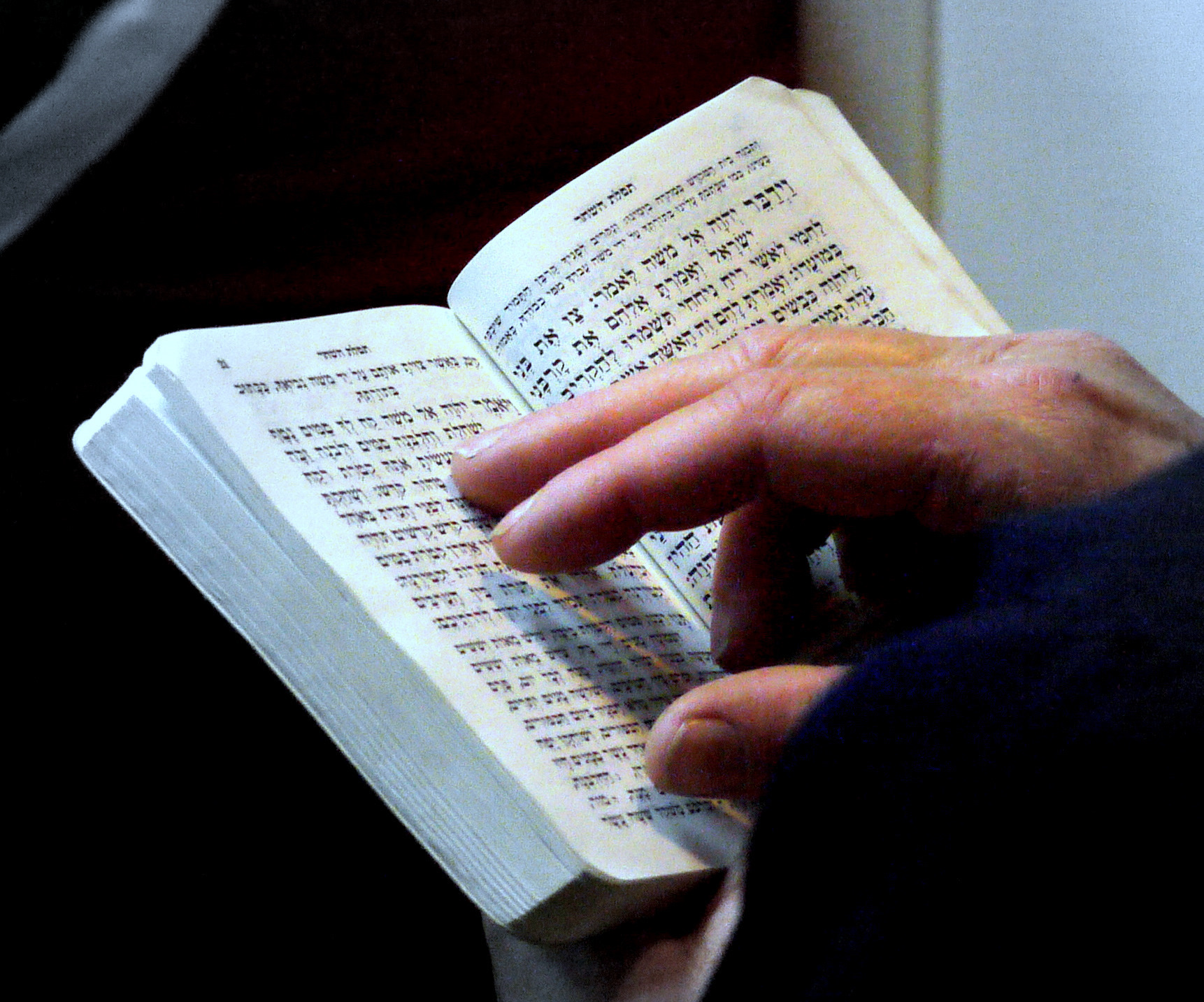
Siddur - Libro di preghiere ebraico

Qedushah o Kedushah (in ebraico קדושה‎?) è tradizionalmente la terza sezione di tutte le recitazioni della preghiera ebraica Amidah. È inoltre un termine che, secondo la tradizione rabbinica classica, designa la santità del popolo d'Israele quale popolo eletto di Zaddiqim, scelto da Dio tra tutte le 70 Nazioni come Suo possesso particolare con il compito dell’Avodah, il servizio spirituale per Dio, appunto «Santo e Benedetto» (Qadosh BarukhHu).
Essenzialmente Qedushah è la santificazione del Nome di Dio durante la funzione liturgica di preghiera dell'Amidah. Nell'Amidah sottovoce è una preghiera corta, ma nella sua ripetizione, che richiede una minian di 10 persone, è notevolmente più lunga. La liturgia varia tra le varie congregazioni e comunità ebraiche, nonché durante i diversi servizi, ma hanno in comune tre versetti della Bibbia (sebbene le traduzioni varino): Kadosh Kadosh Kadosh Adonai Tz'vaot M'lo Khol Ha'aretz K'vodo ("Santo, Santo, Santo, il Signore degli Eserciti il Mondo intero è pieno della Sua Gloria"), Baruch K'vod Adonai Mim'komo ("Benedetta è la Gloria del Signore nella sua Sede") e Yimloch Adonai L'Olam, Elohayich Tziyon L'dor Vador Hall'luyah ("Il Signore regnerà sempre, il Tuo Signore, O Sion, di generazione in generazione, Hallelujah").

## Liturgia
Qedushah è enfatizzata nel corso dei servizi liturgici della mattinata e di Musaf nello Shabbat e Festival, e nei versetti biblici ci sono più lodi. Il servizio Musaf di Shabbat e Festival, nonché tutti i Qedushah di Yom Kippur inoltre contengono la frase di apertura dello Shemà.
Esiste anche una preghiera chiamata Kedushah D'Sidrah che viene recitata alla conclusione dei servizi mattutini settimanali, all'inizio dei servizi pomeridiani di Shabbat e Festival, la conclusione del servizio serale del sabato notte, e l'inizio del servizio Neilah alla fine dello Yom Kippur. Questo è differente dalla Qedushah di Amidah poiché non richiede un minian ed include una ricapitolazione in aramaico (Targum) dei succitati tre versetti biblici della Qedushah.
Durante la ripetizione del Lettore, quando raggiunge il terzo paragrafo - col tema della Santità di Dio - declama: 'Santificheremo il Tuo Nome nel mondo come lo santificano nell'Alto dei Cieli, poiché sta scritto per mano del Tuo profeta: "Proclamavano l'uno all'altro: "Santo, santo, santo è il Signore degli eserciti. Tutta la terra è piena della Sua gloria". (Isaia 6:3).'
Da 'Santo, santo, santo' in poi è la congregazione che canta. Il Lettore continua: 'Quelli di fronte a loro dicano, benedetta,' al che la congregazione risponde: 'Benedetta la gloria del Signore dal luogo della sua dimora! (Ezechiele 3:12).' Il Lettore continua: 'E nelle Tue sante parole è scritto, dicendo,' al che la congregazione risponde: 'Il Signore regna per sempre,
il tuo Dio, o Sion, per ogni generazione. Hallelujah (Salmi 146:10).'
Qedushah è quindi una rievocazione da parte della congregazione delle lodi angeliche di Dio nell'Alto. In un passaggio talmudico si afferma che gli angeli non cominciano la loro canzone fino a quando Israele non abbia recitato lo Shemà sulla terra e che, inoltre, il nome divino si verifica nello Shemà dopo sole due parole ('Ascolta' e 'Israele'), mentre alle schiere angeliche è consentito di enunciare il nome divino dopo tre parole ('Santo, santo, santo').

### La Shema nella Qedushah
Qedushah significa santità in ebraico. Questa preghiera è una proclamazione della santità di Dio. Qedushah acquisì un significato particolare nel corso del V secolo e.v., quando agli ebrei di Persia era proibito dire la Shemà. Questa preghiera si intreccia abilmente con le parole dello Shema e fu trascurata da coloro che spiavano i servizi liturgici ebraici per essere sicuri che lo Shema non venisse detto. Alcuni fedeli stanno sulle punte dei piedi quando recitano Kadosh Kadosh Kadosh (santo santo santo). Le parole sono di Isaia 6:3, che si riferisce ad una visione di angeli e stando in punta di piedi simboleggia il movimento di angeli e anche il sollevamento dello spirito.
Dal VI secolo e.v., lo Shema viene aggiunto alla Qedushah nella Preghiera (Addizionale) Musaf negli Shabbat e le altre feste. Ciò si dice succeda perché le autorità bizantine, sia che fossero dualisti cristiani o persiani, non permettevano agli ebrei di dichiarare pubblicamente l'unità di Dio nello Shemà. Di conseguenza, lo Shema non era recitato nel solito posto del servizio mattutino, ma solo nella Preghiera Addizionale successiva al fine di evitare le attenzioni scrutinanti delle autorità governative. C'è probabilmente della verità storica alla base di questo rapporto.

## Preghiera e traduzione
Questa santificazione del Nome di Dio è una combinazione di Isaia 6:3, Ezechiele 3:12, Salmi 8:10,146:10. La preghiera viene recitata come declamazione dal conduttore/lettore e la congregazione recita la risposta. La Qedushah è la terza benedizione di Shemoneh Esrei. La congregazione si alza in piedi per lodare Dio, concentrandosi sulla Sua Santità nella parole Kadosh, Kadosh, Kadosh:
in ebraico נְקַדֵּשׁ אֶת שִׁמְךָ בָּעוֹלָם, כְּשֵׁם שֶׁמַּקְדִּישִׁים אוֹתוֹ בִּשְׁמֵי מָרוֹם, כַּכָּתוּב עַל יַד נְבִיאֶֽךָ, וְקָרָא זֶה אֶל זֶה וְאָמַר‎?
Santifichiamo il Tuo Nome sulla Terra, come è santificato nell'Alto dei Cieli. Come sta scritto dal Tuo profeta.
in ebraico קָדוֹשׁ קָדוֹשׁ קָדוֹשׁ יְיָ צְבָאוֹת, מְלֹא כָל הָאָֽרֶץ כְּבוֹדוֹ.‎?
[Congregazione] - Santo, santo, santo è Adonai Tz'vaot! La presenza di Dio colma la terra intera.
in ebraico אַדִּיר אַדִּירֵנוּ יְיָ אַדֹנֵינוּ מָה אַדִּיר שִׁמְךָ בְּכָל הָאָרֶץ!‎?
Fonte di forza, o Sovrano, quanto maestosa è la Tua presenza su tutta la terra!
in ebraico בָּרוּךְ כְּבוֹד יְיָ, מִמְּקוֹמוֹ.‎?
[Congregazione] - Benedetta è la presenza di Dio, che emana luce da dove Dio dimora.
in ebraico אֶחָד הוּא אֱלֹהֵינוּ, הוּא אָבִינוּ, הוּא מַלכֵּנוּ, הוּא מוֹשִׁיעֵנוּ וְהוּא יַשְׁמִיעֵנוּ בְּרַחֲמָיו לְעֵינֵי כָּל חָי‎?
Dio solo è il nostro Dio e nostro Creatore, nostro Sovrano e nostro Soccorritore; e in misericordia, Dio si rivela alla vista di tutti i viventi:
in ebraico אֲנִי יְיָ אֱלֹהֵיכֶם!‎?
Io sono il Signore tuo Dio!
in ebraico יִמְלֹךְ יְיָ לְעוֹלָם, אֱלֹהַֽיִךְ צִיּוֹן לְדֹר וָדֹר, הַלְלוּיָהּ.‎?
Adonai regnerà sempre, il tuo Dio, O Sion, di generazione in generazione, Hallelujah!
in ebraico לְדוֹר וָדוֹר נַגִּיד גָּדְלֶֽךָ וּלְנֵֽצַח נְצָחִים קְדֻשָּׁתְךָ נַקְדִּישׁ, וְשִׁבְחֲךָ אֱלֹהֵֽינוּ מִפִּֽינוּ לֹא יָמוּשׁ לְעוֹלָם וָעֶד. בָּרוּךְ אַתָּה יְיָ, הָאֵל הַקָּדוֹשׁ.‎?
A tutte le generazioni dichiareremo la Tua grandezza e per tutta l'eternità proclameremo la Tua santità. La Tua lode, O Dio, non lascerà mai le nostre labbra. Che Tu sia benedetto, Adonai, il Dio Santo.